# Pochodna Brzozowskiego
W teorii języków formalnych w informatyce pochodna Brzozowskiego {\displaystyle u^{-1}S} zbioru ciągów znaków {\displaystyle S} względem ciągu znaków {\displaystyle u} jest zdefiniowana jako zbiór ciągów znaków otrzymanych z elementów zbioru {\displaystyle S} poprzez usunięcie prefiksu {\displaystyle u} (jeśli istnieje), formalnie {\displaystyle u^{-1}S=\{v\in \Sigma ^{*}:uv\in S\},} jak na rysunku.
Nazwa pochodnych Brzozowskiego pochodzi od nazwiska informatyka Janusza Brzozowskiego, który badał ich właściwości i opracował algorytm liczący pochodne uogólnionych wyrażeń regularnych.

## Pochodna wyrażenia regularnego
Mając skończony alfabet {\displaystyle A} symboli uogólnione wyrażenie regularne oznacza potencjalnie nieskończony zbiór ciągów znaków skończonej długości złożonych z symboli z alfabetu {\displaystyle A.} Zbiór ten może mieć postać:
- {\displaystyle \varnothing } (pusty zbiór ciągów znaków)
- {\displaystyle \varepsilon } (jednoelementowy zbiór zawierający tylko pusty ciąg znaków)
- symbol {\displaystyle a} ze zbioru {\displaystyle A} (co oznacza jednoelementowy zbiór zawierający ciąg znaków składający się z jednego symbolu {\displaystyle a})
- {\displaystyle R\lor S} (unia zbiorów {\displaystyle R} i {\displaystyle S,} gdzie {\displaystyle R} i {\displaystyle S} są uogólnionymi wyrażeniami regularnymi)
- {\displaystyle R\land S} (część wspólna zbiorów {\displaystyle R} i {\displaystyle S})
- {\displaystyle \neg R} (dopełnienie zbioru {\displaystyle R} względem wszystkich ciągów znaków złożonych z symboli alfabetu {\displaystyle A})
- {\displaystyle RS} (zbiór wszystkich możliwych złączeń ciągów znaków ze zbiorów {\displaystyle R} i {\displaystyle S})
- {\displaystyle R^{*}} (zbiór {\displaystyle n}-krotnych powtórzeń ciągów znaków ze zbioru {\displaystyle R} i {\displaystyle S,} dla dowolnego {\displaystyle n\geqslant 0,} włącznie z pustym ciągiem znaków).

W zwykłym wyrażeniu regularnym {\displaystyle \land } ani {\displaystyle \neg } nie jest dozwolone.
Zbiór ciągów znaków oznaczony przez uogólnione wyrażenie regularne {\displaystyle R} nazywany jest jego językiem i oznacza się go jako {\displaystyle L(R).}
Jako funkcja pomocnicza {\displaystyle \delta (R)} zwraca pusty łańcuch {\displaystyle \varepsilon } jeśli język odpowiadający {\displaystyle R} zawiera {\displaystyle \varepsilon ,} w przeciwnym razie {\displaystyle \delta (R)} zwraca {\displaystyle \varnothing .} Funkcja ta może być obliczona za pomocą następujących reguł:
| {\displaystyle \delta (\varepsilon )} | = {\displaystyle \varepsilon }               |                                               |
| {\displaystyle \delta (\varnothing )} | = {\displaystyle \varnothing }               |                                               |
| {\displaystyle \delta (R^{*})}        | = {\displaystyle \varepsilon }               |                                               |
| {\displaystyle \delta (RS)}           | = {\displaystyle \delta (R)\land \delta (S)} |                                               |
| {\displaystyle \delta (R\land S)}     | = {\displaystyle \delta (R)\land \delta (S)} |                                               |
| {\displaystyle \delta (R\lor S)}      | = {\displaystyle \delta (R)\lor \delta (S)}  |                                               |
| {\displaystyle \delta (\neg R)}       | = {\displaystyle \varepsilon }               | jeśli {\displaystyle \delta (R)=\varnothing } |
| {\displaystyle \delta (\neg R)}       | = {\displaystyle \varnothing }               | jeśli {\displaystyle \delta (R)=\varepsilon } |

W oparciu o to, pochodna uogólnionego wyrażenia regularnego względem jednoelementowego ciągu znaków {\displaystyle a} może być obliczona w następujący sposób:
| {\displaystyle a^{-1}a}            | = {\displaystyle \varepsilon }                     |                                             |
| {\displaystyle a^{-1}b}            | = {\displaystyle \varnothing }                     | dla każdego symbolu {\displaystyle b\neq a} |
| {\displaystyle a^{-1}\varepsilon } | = {\displaystyle \varnothing }                     |                                             |
| {\displaystyle a^{-1}\varnothing } | = {\displaystyle \varnothing }                     |                                             |
| {\displaystyle a^{-1}(R^{*})}      | = {\displaystyle a^{-1}RR^{*}}                     |                                             |
| {\displaystyle a^{-1}(RS)}         | = {\displaystyle (a^{-1}R)S\lor \delta (R)a^{-1}S} |                                             |
| {\displaystyle a^{-1}(R\land S)}   | = {\displaystyle (a^{-1}R)\land (a^{-1}S)}         |                                             |
| {\displaystyle a^{-1}(R\lor S)}    | = {\displaystyle (a^{-1}R)\lor (a^{-1}S)}          |                                             |
| {\displaystyle a^{-1}(\neg R)}     | = {\displaystyle \neg (a^{-1}R)}                   |                                             |

Dla symbolu {\displaystyle a,} dowolnego łańcucha {\displaystyle u} i uogólnionego wyrażenia regularnego {\displaystyle R} pochodna {\displaystyle (ua)^{-1}R} może być obliczona rekursywnie jako {\displaystyle a^{-1}(u^{-1}R);} i {\displaystyle \varepsilon ^{-1}R} jest równe {\displaystyle R}.
w ten sposób dla danego uogólnionego wyrażenia regularnego {\displaystyle R} i łańcucha {\displaystyle u,} pochodna {\displaystyle u^{-1}R} może być obliczona jako kolejne uogólnione wyrażenie regularne.

## Właściwości
Łańcuch {\displaystyle u} należy do zbioru określonego przez uogólnione wyrażenie regularne {\displaystyle R} wtedy i tylko wtedy gdy {\displaystyle \varepsilon } należy do zbioru ciągów znaków określonego przez pochodną {\displaystyle u^{-1}R}.
Rozważając wszystkie pochodne uogólnionego wyrażenia regularnego {\displaystyle R} stałej długości  otrzymuje się skończenie wiele różnych języków. Jeśli ich liczba określona jest przez {\displaystyle d_{R},} wszystkie te języki można otrzymać jako pochodne {\displaystyle R} względem ciągu znaków długości mniejszej niż {\displaystyle d_{R}}. Ponadto istnieje kompletny deterministyczny automat skończony o liczbie stanów {\displaystyle d_{R}} rozpoznający język regularny określony przez {\displaystyle R,} zgodnie z twierdzeniem Myhilla-Nerode’a.